# Caíssa (poema)
Caíssa é o título de um poema escrito em inglês arcaico no ano de 1763 pelo britânico Sir William Jones, no qual faz reverência à musa grega do xadrez Caíssa.
Segundo o poema, Marte, o deus da guerra, teria convencido o deus dos esportes a inventar um jogo para distrair o coração de Caíssa para que aquele pudesse conquistar o seu amor.
O poema, que foi publicado pela primeira vez em 1773, ganhou popularidade na França, sendo também publicado na primeira revista sobre xadrez que se tem conhecimento, Le Palamède, em 1836, Paris.
Desde então, Caissa ficou conhecida como a deusa do enxadrismo.